# Dichelyma subulatum
Dichelyma subulatum là một loài Rêu trong họ Fontinalaceae. Loài này được (P. Beauv.) Myrin mô tả khoa học đầu tiên năm 1833.